# Thomas Benedikter

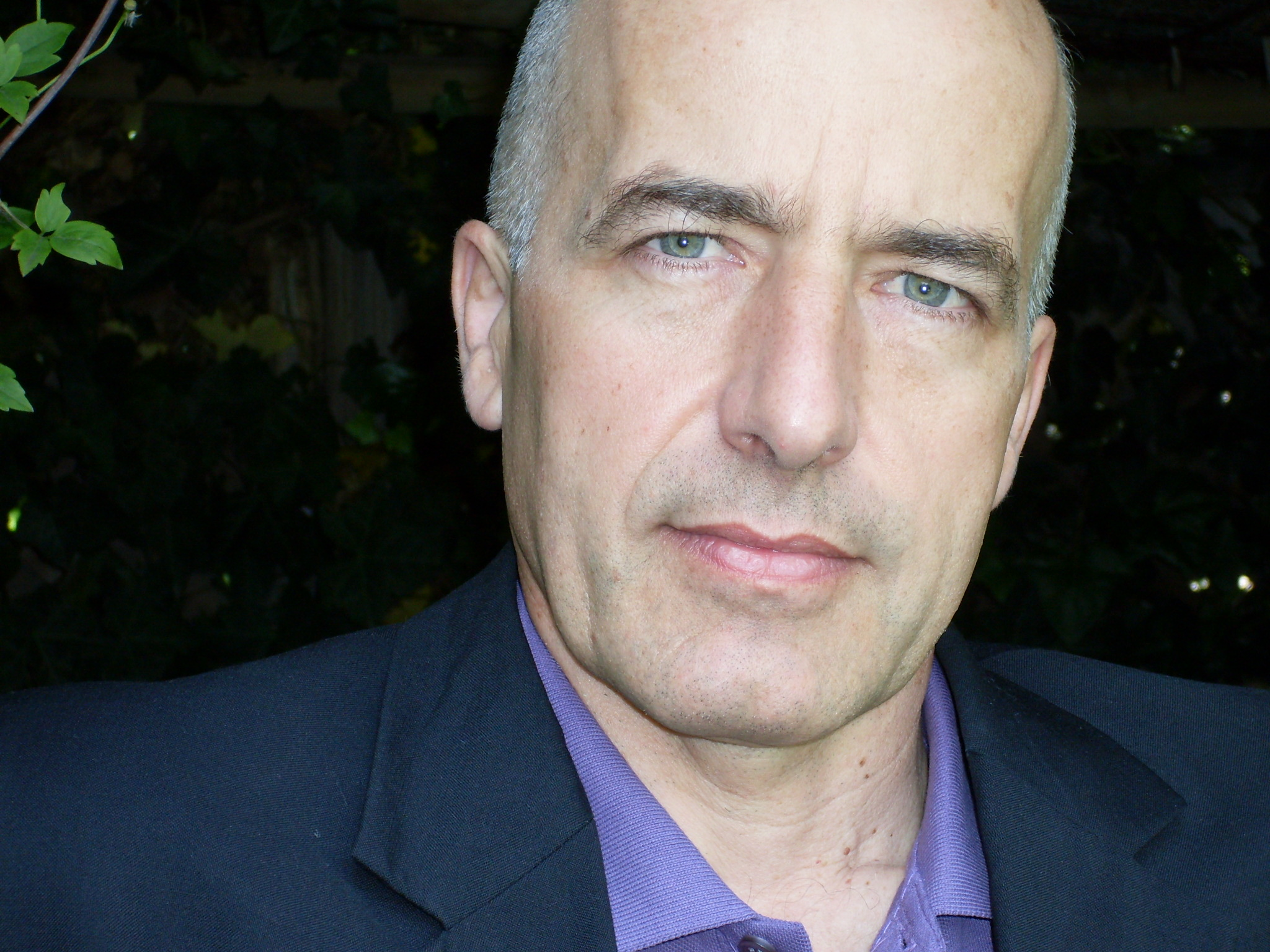
Thomas Benedikter (2016)

Thomas Benedikter (* 19. Juni 1957 in Bozen) ist ein Südtiroler Wirtschafts- und Politikwissenschaftler und Sachbuchautor, tätig in der politischen Bildung, Publizistik und Forschung.

## Leben
Benedikter, Sohn des langjährigen Abgeordneten des Südtiroler Landtages und Landeshauptmannstellvertreters Alfons Benedikter (1918–2010) und seiner Frau Waltraud Noldin studierte Volkswirtschaft, Politikwissenschaft und politische Ökonomie in Innsbruck, München, Trient und Berlin. Neben langjähriger Berufstätigkeit in der empirischen Sozial- und Wirtschaftsforschung in seiner Heimatregion Südtirol ist Benedikter seit 1983 kontinuierlich tätig im bürgerschaftlichen Engagement vor allem für Frieden und Abrüstung, Nord-Süd-Solidarität, Menschen- und Minderheitenrechte, Arbeitnehmerrechte und Bürgerbeteiligung. Seit 1984 hat Benedikter mehrere zivilgesellschaftliche Organisationen mitbegründet und geleitet.
Benedikter war Vorstandsmitglied der Studentengewerkschaft Südtiroler HochschülerInnenschaft (SH), Direktor des Südtiroler Zweigs der internationalen NRO Gesellschaft für bedrohte Völker, leitete die Bibliothek Kulturen der Welt und begründete die NRO „Initiative für mehr Demokratie“ mit, war Mitglied des Institutsrat des Südtiroler Arbeitsförderungsinstituts, Vize-Präsident von PRO NEPAL und Mitbegründer der Ilse Waldthaler Stiftung für Zivilcourage und soziale Verantwortung. Er war über zwei Jahre mit Forschungs- und humanitären Projekten in Lateinamerika, dem Balkan und Südasien (insbesondere in Nepal, Kaschmir und Nordostindien) tätig und veröffentlichte eine Reihe von Publikationen über ethnische Konflikte, Minderheitenschutz und Autonomie. Für die Europäischen Akademie EURAC arbeitete Benedikter von 2003 bis 2009 an Programmen zur vergleichenden Autonomieforschung. Seit 2013 ist er verantwortlicher Direktor des Zentrums POLITiS für politische Bildung und Studien in Südtirol. In diesem Rahmen veröffentlichte Benedikter eine Reihe von Publikationen zur direkten Demokratie und Bürgerbeteiligung in Südtirol, Italien und in der EU. Benedikter arbeitet als freischaffender Erwachsenenbildner, Forscher, Autor und Übersetzer in Frangart bei Bozen (Südtirol) und als Lehrbeauftragter an der Freien Universität Bozen.

## Publikationen
Autonomie und ethnische Konflikte
- Il dramma del Kosovo, Datanews, Rom 1998, ISBN 88-7981-125-8
- Krieg im Himalaya – Die Hintergründe des Maoistenaufstandes in Nepal, LIT, Berlin 2003, ISBN 3-8258-6895-8.
- Il groviglio del Kashmir, Fratelli Frilli, Genua 2005, ISBN 88-7563-049-6.
- The World’s Working Regional Autonomies, ANTHEM, London / New Delhi 2007, ISBN 978-1-84331-730-2.
- Moderne Autonomiesysteme der Welt, Athesia, Bozen 2007, ISBN 978-88-8266-479-4.
- Europe’s Ethnic Mosaic – A Short Guide to Minority Rights in Europe, EURAC Bozen, 2008
- Solving Ethnic Conflict through Self-Government (ed.), EURAC Bozen, 2009
- Language policy and the rights of linguistic minorities in India, LIT, Berlin 2009, ISBN 978-3-643-10231-7.
- 100 Jahre moderne Territorialautonomie – Autonomie weltweit. Hintergründe, Einschätzungen, Gespräche, LIT Berlin 2021, ISBN 978-3-643-25012-4 (br.)
- Autonomia nel mondo – 100 anni di esperienze con autonomia territoriale, POLITiS e-books 1/2022.

Demokratie, Bürgerbeteiligung, Gemeinwohl
- Democrazia diretta – Più potere ai cittadini, SONDA Casale Monferrato, 2008, ISBN 978-88-7106-515-1.
- Più democrazia per l’Europa. ARCA Edizioni, Lavis 2010, ISBN 978-88-88203-48-5.
- Gaspedal und Bremse – Direkte Demokratie in Südtirol, ARCA-POLITiS 2015, ISBN 978-88-88203-44-7.
- Il bilancio partecipativo, Edizioni SI, Milano 2017, ISBN 978-88-98884-72-8.
- Più potere ai cittadini? Il fascino indiscreto della democrazia diretta, MIMESIS, Milano 2018, ISBN 978-88-575-5148-7.
- Moneta intera – La creazione del denaro in mano pubblica, ARCA-POLITiS 2018, ISBN 978-88-88203-70-6.
- Democrazia diretta in Svizzera, Edizioni SI, Milano 2019, ISBN 978-88-98884-97-1.
- Einführung in die Gemeinwohl-Ökonomie – Die Gemeinwohl-Ökonomie in Gesellschaft, Soziologie und Politik, Studienbrief der HFH Hamburg, Hamburg 2022, 01-3401-003-1
- Alla ricerca del bene comune. Le proposte politiche e sociali dell'Economia del Bene Comune, POLITiS-e-book 1/2024

Südtirol
- Josef Noldin – “Ich will nicht Gnade, sondern Recht!”. Athesia, Bozen 2000, ISBN 88-8266-086-9.
- Mensch und Wirtschaft, Gesellschaft und Gewerkschaft in Südtirol. Arbeitsförderungsinstitut, Bozen, 2001.
- Armut verstehen, Armut entgegenwirken – Eine aktuelle sozialkundliche Darstellung. CARITAS Bozen, 2006.
- (Hrsg.) Den Grundsätzen treu geblieben – Alfons Benedikters Wirken für Südtirol im Spiegel der Erinnerung. Prokopp&Hechensteiner, 2012, ISBN 978-88-6069-008-1.
- (Hrsg.) Mit mehr Demokratie zu mehr Autonomie? POLITiS und SBZ, Bozen, ISBN 978-88-88203-50-8.
- Mehr Eigenständigkeit wagen – Südtirols Autonomie heute und morgen. ARCA-POLITiS 2016, ISBN 978-88-88203-42-3.
- La nostra autonomia oggi e domani. ARCA-POLITiS 2017, ISBN 978-88-88203-66-9.
- I sudtirolesi – Introduzione poco riverente nel mondo dei sudtirolesi. Arcaedizioni 2017, ISBN 978-88-88203-67-6.
- 100 Fragen zur Migration in Europa, Italien und Südtirol. RAETIA 2020, ISBN 978-88-7283-725-2.
- (Hrsg.) Klimaland Südtirol? Regionale Wege zu konsequentem Klimaschutz, arcaedizioni 2022, ISBN 978-88-88203-88-1
- Do geaht nou a bissl. Klimaschutz auf Südtirolerisch, arcaedizioni 2023, ISBN 978-88-88203-90-4
- (Hrsg.) Heimat oder Destination Südtirol? Tourismus in Maßen statt in Massen, arcaedizioni 2024, ISBN 978-88-88203-95-9